# کارل فیلیپس موریتس

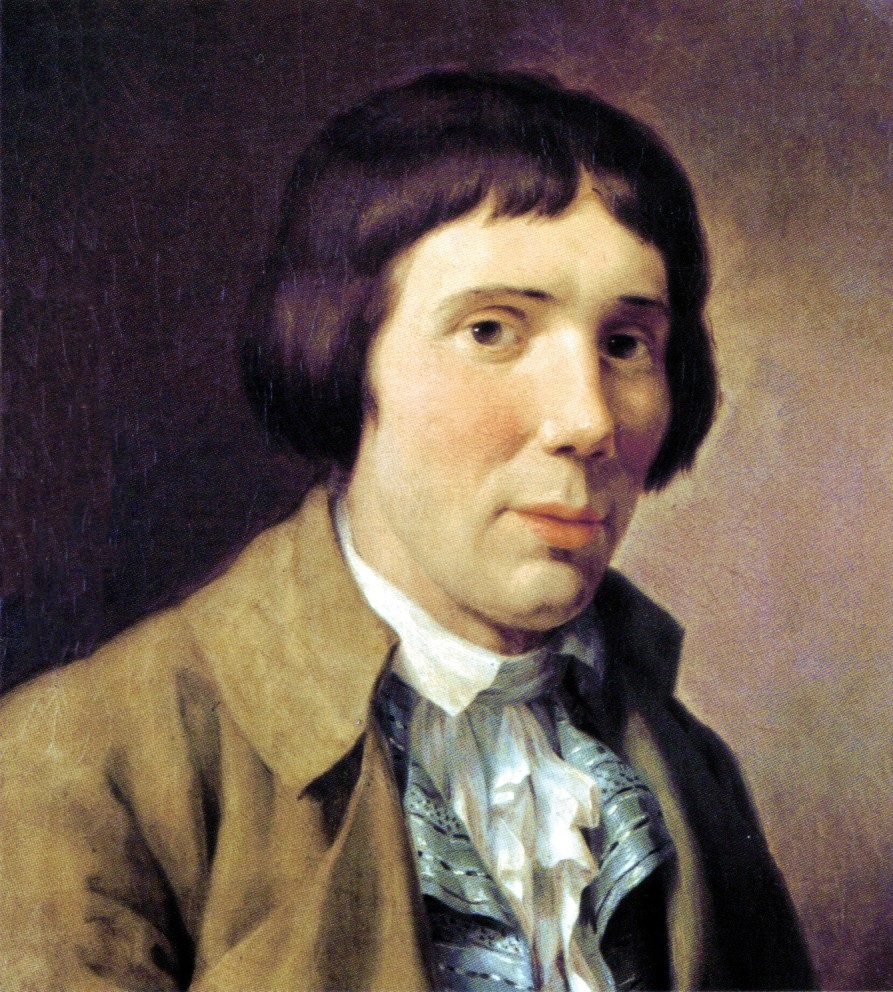
پرترهٔ کارل فیلیپ موریتس - حوالی ۱۷۹۰

کارل فیلیپ موریتس (هاملن، سپتامبر ۱۵, ۱۷۵۶ – برلین، ۲۶ ژوئن ۱۷۹۳) نویسنده و سردبیر و مقاله نویس Sturm und Drang بود، اواخر روشنگری و دوره‌های کلاسیک گرایی و به همان میزان متأثر از اوایل، رمانتیسم. او به عنوان یک شاگرد کلاهدوز، معلم، روزنامه‌نگار و منتقد ادبی و استاد هنر و زبانشناسی و عضو هر دو آکادمی برلین زندگی کرد.

## زندگینامه
موریتز در سال ۱۷۵۶در شرایط فقیرانه ای در هاملن به دنیا آمد. او پس از گذراندن تحصیلات اندک، نزد یک کلاه‌ساز شاگرد شد. پس از تلاش‌های سخت برای امرار معاش، توجه یکی از حامیان را در هانوفر جلب کرد و وارد یک ژیمنازیوم شد. با این حال، او به زودی پیشنهادی به عنوان بازیگر زیر نظر اکوف در گوتا را پذیرفت، در حالی که در آن شکست خورد و برای تحصیل (۱۷۷۶) به ارفورت بازگشت. اما دوباره خسته کننده به هرنوتر (کلیسای موراویا) در باربی پیوست و در ویتنبرگ الهیات خواند (۱۷۷۷). سپس به تدریس بشردوستی در یتیم خانه نظامی پوتسدام پرداخت و به زودی دوباره خانه به دوش شد.
او با تدریس در برلین، به عنوان نویسنده، واعظ و شاعر شهرت یافت و به انگلستان رفت. سپس در ژیمنازیوم برلین (به آلمانی: Köllnisches Gymnasium) استاد شد. سپس سعی کرد روزنامه Vossische Zeitung را ویرایش کند تا آن را پرولتاریایی کند، اما شکست خورد. بعداً به ایتالیا سفر کرد (۱۷۸۶) جایی که گوته را ملاقات کرد و در بازگشت به آلمان به عنوان مهمان گوته در وایمار اقامت گزید. دوک کارل آگوست به او کمک کرد تا به آکادمی علوم برلین بپیوندد و در سال ۱۷۸۹ موریتز استاد آثار باستانی در آکادمی سلطنتی هنرهای زیبا در برلین شد. از شاگردان او می‌توان به لودویگ تیک، ویلهلم هاینریش واکنرودر و الکساندر فون هومبولت اشاره کرد. او از ستایشگران مشتاق ژان پل بود و با موزس مندلسون و آسموس یاکوب کارستنز دوست شد.

## آثار
او علاوه بر یک رمان زندگی‌نامه‌ای چهار قسمتی، آنتون رایزر، و دو رمان تخیلی آندریاس هارتکنوپف، تعدادی نوشته‌های نظری نیز در مورد زیبایی‌شناسی نوشت، به‌ویژه «درباره تقلید شکل‌دهنده زیبایی» که گوته در سفر ایتالیایی‌اش گزیده‌ای از آن را برداشت. مجله روانشناسی تجربی موریتز، به عنوان کتابخوانی برای محققان و افراد غیر روحانی یکی از اولین مجلات آلمانی‌زبان روانشناسی بود. آثار او عبارتند از:
- بلانت یا مهمان، ۱۷۸۱

- کمک به فلسفه زندگی از دفتر خاطرات یک فراماسون، ۱۷۸۰
- مجله مطالعات تجربی روح به عنوان یک کتاب خواندنی برای دانش پژوهان و ناآموختگان. ۱۷۹۳-۱۷۸۳
- سفرهای یک آلمانی در انگلستان در سال ۱۷۸۲.
- ایده آل یک روزنامه عالی، ۱۷۸۴
- آنتون ریزر (بخش اول)، ۱۷۸۵
- دکمه آندریاس هارت، تمثیلی، ۱۷۸۵
- آنتون ریزر (قسمت های 2 و 3)، ۱۷۸۶
- خاطرات ثبت شده برای ترویج نجیب و زیبا، ۱۷۸۶
- تلاش برای عروضی آلمانی، ۱۷۸۶
- تلاش برای کمی منطق کاربردی کودکان، ۱۷۸۶
- قطعاتی از دفتر خاطرات یک بیننده روح، ۱۷۸۷
- در مورد تقلید بصری زیبایی، ۱۷۸۸
- ایتالیا و آلمان، ۱۷۸۹
- انتشار ماهانه آکادمی هنر و علوم مکانیک در برلین، ۱۷۸۹
- درباره نوشته ای از آقای شولراث کمپ، و در مورد حقوق نویسنده و کتابفروش، ۱۷۸۹
- سالهای واعظی آندریاس هارت، ۱۷۹۰
- آنتون ریزر (قسمت 4)، ۱۷۹۰
- کتاب جدید آ.ب.ث ۱۷۹۰
- سالنامه آکادمی هنر و علوم مکانیک، ۱۷۹۱
- آنتوسا یا آثار باستانی روم، ۱۷۹۱
- دکترین خدایان یا اشعار اساطیری پیشینیان، ۱۷۹۱
- اصول سخنرانی های من در مورد سبک، ۱۷۹۱
- آموزش زبان ایتالیایی برای آلمانی ها، ۱۷۹۱
- در مورد ساده سازی دانش بشری، ۱۷۹۱
- کتابخوان کودکان، ۱۷۹۲
- سالنامه اساطیری برای بانوان، ۱۷۹۲
- سفرهای یک آلمانی در ایتالیا در سال های ۱۷۸۶تا ۱۷۸۸، ۱۷۹۲
- از عبارت صحیح آلمانی، ۱۷۹۲
- نامه نویس عمومی آلمانی، ۱۷۹۳
- لژ بزرگ یا میسون با ترازو و شاقول، ۱۷۹۳
- فرهنگ دستوری (۴ جلد ۱۸۰۰-۱۷۹۳)
- فرهنگ لغت اساطیری برای استفاده در مدرسه، ۱۷۹۳
- سفرهای یک آلمانی در ایتالیا در سال های ۱۷۸۶تا ۱۷۸۸، ۱۷۹۳
- مقدمات یک نظریه زیورآلات، ۱۷۹۳
- سخنرانی در مورد سبک (بخش ۱)، ۱۷۹۳
- سیسیلیای جدید، (۱۷۹۳، قطعه)